# Aranit Çela
Aranit Çela (* 1923, nach anderen Angaben 1924 in Vlora; † 2018) war ein albanischer Jurist und Politiker der Partei der Arbeit Albaniens (Partia e Punës e Shqipërisë  PPSh), der unter anderem zwischen 1958 und 1990 Mitglied der Volksversammlung (Kuvendi Popullor) war. Er war zwischen 1955 und 1958 erstmals Präsident des Obersten Gerichtshofes (Gjykata e Lartë) sowie danach von 1958 bis 1966 Generalstaatsanwalt (Prokurori i Përgjithshëm), ehe er im Anschluss zwischen 1966 und 1990 erneut als Präsident des Obersten Gerichtshofes fungierte. Er war einer der berüchtigtsten Staatsanwälte und Richter des kommunistischen Regimes, der für seinen Beitrag in mehr als 650 politischen Schauprozessen von Historikern als Andrei Wyschinski des Kommunismus in Albanien bezeichnet wurde. In den 1970er und 1980er Jahren war er als Präsident des Obersten Gerichtshofes und zugleich als Mitglied der sogenannten Zentralen Ausweisungs- und Abschiebekommission eine der einflussreichsten, aber auch am meisten gehassten Persönlichkeiten des Regimes.

## Leben

### Familiäre Herkunft, Zweiter Weltkrieg und Staatsanwalt
Aranit Çela war der Sohn von Hysen Çela und Emine Çela, die ursprünglich aus Kanina stammte. Durch den Alkoholkonsum des Vaters, der 1938 verstarb, litt die Familie finanziell. Aranit besuchte von 1935 bis 1942 die Handelsschule in Vlora und gehörte nach der italienischen Besetzung Albaniens vom 7. April bis 12. April 1939 im Sommer 1939 zu den sogenannten Balila-Kindern, die auf Einladung des Justizministeriums des faschistischen Regimes einen Monat in Pesaro Urlaub machten. Aufgrund erster politischer Aktivitäten wurde er im April 1942 festgenommen und nach dem Fund mehrerer Traktate im Mai 1942 von der italienischen Besatzungsmacht zu einer Bewährungsstrafe verurteilt. Am 10. Januar 1943 wurde er Mitglied des Organisationskomitees der Partei der Arbeit Albaniens in der Mallakastra, allerdings erst im November 1943 formell Parteimitglied. Innerhalb der Nationalen Befreiungsbewegung (Lëvizja Nacional-Çlirimtare) engagierte er sich nach der Gründung der Sozialistischen Volksrepublik Albanien (Republika Popullore Socialiste e Shqipërisë) am 24. Mai 1944 seit Juli 1944 zunächst in der 14. Sturmbrigade (Brigada e XIV-të Sulmuese) sowie danach bis März 1945 der 3. Division.
Çela war zwischen März 1945 und September 1946 Militärstaatsanwalt in Shkodra, wo nahezu täglich die schrecklichsten politischen Prozesse dieser Zeit stattfanden. Anschließend war er von 1946 bis 1948 Militärstaatsanwalt in der Region Korça und bereitete als ermittelnder Staatsanwalt auch Prozesse gegen die Katholische Kirche und die sogenannte Albanische Union, die angeblich im Priesterseminar von Jesuiten organisiert worden war, vor. Er absolvierte daraufhin zwischen 1949 und 1953 ein Studium der Rechtswissenschaften in der Sowjetunion. Nachdem er nach seiner Rückkehr von 1953 bis 1954 stellvertretender Leiter der Untersuchungsabteilung der Direktion der Staatssicherheit (Drejtoria e Sigurimit të Shtetit), der sogenannten Sigurimi, geworden war, fungierte er zwischen 1954 und 1955 als Staatsanwalt bei der Generalstaatsanwaltschaft. Im Anschluss bekleidete er zwischen 1955 und 1958 erstmals das Amt des Präsidenten des Obersten Gerichtshofes (Gjykata e Lartë). Bei den Wahlen am 1. Juni 1958 wurde er zum Mitglied der Volksversammlung (Kuvendi Popullor) gewählt und gehörte dieser von der vierten bis zum Ende der elften Legislaturperiode vom 23. Juni 1958 bis zum 13. November 1990 an.

### Generalstaatsanwalt, Abgeordneter und Präsident des Obersten Gerichtshofes
Am 21. Juni 1958 wurde Aranit Çela als Nachfolger von Siri Çarçani Generalstaatsanwalt (Prokurori i Përgjithshëm) und bekleidete diese Funktion bis November 1966, woraufhin Lefter Goga ihn ablöste. Er selbst wurde bereits im September 1966 erneut Präsident des Obersten Gerichtshofes und führte dieses Amt bis 1990 aus. Er war des Weiteren Kandidat und wurde auf dem 6. Parteitag (1. November bis 7. November 1971) zum Mitglied des Zentralkomitees (ZK) der PPSh gewählt, dem er bis 1990 angehörte. Darüber hinaus wurde er im Juni 1977 Vorsitzender der Justizkommission der Volksversammlung. In den 1970er und 1980er Jahren war er als Präsident des Obersten Gerichtshofes und zugleich als Mitglied der sogenannten Zentralen Ausweisungs- und Abschiebekommission eine der einflussreichsten, aber auch am meisten gehassten Persönlichkeiten des Regimes.
Am 3. November 1993 wurde Çela verhaftet und wegen Straftaten des Amtsmissbrauchs in Verbindung mit einer rechtswidrigen Verletzung der grundlegenden Menschenrechte und Grundfreiheiten und zum Nachteil des Lebens der Person gemäß Bestimmungen des Strafgesetzbuches angeklagt. Nachdem er aus der Haft entlassen worden war, wurde er 1996 zusammen mit dem früheren Vorsitzenden des Präsidiums der Volksversammlung Haxhi Lleshi, dem früheren Vize-Ministerpräsidenten Manush Myftiu, dem ehemaligen Generalstaatsanwalt Rapi Mino sowie Zylyftar Ramizi, ein früherer Vize-Innenminister und Leiterin der Direktion der Staatssicherheit, erneut angeklagt. Dabei ging es um die Beteiligung an Verbrechen gegen die Menschlichkeit durch die Zentrale Ausweisungs- und Abschiebungskommission, deren Vorsitzender Myftiu gewesen war und dem die Mitangeklagten angehört hatten. Die durch ein Gericht verhängte Todesstrafe wurde durch das Oberste Gericht in einer Entscheidung vom 24. Juni 1996 wie folgt gemildert: Ramizi erhielt eine lebenslange Freiheitsstrafe, Cela 25 Jahre und Mina fünf Jahre Freiheitsstrafe, während Lleshi und Myftiu aufgrund ihres Alters und Gesundheitszustandes gegen Zahlung einer Kaution aus der Haft entlassen wurden. Hiergegen gab es kurz darauf Proteste des Nationalforums der Intellektuellen.

## Hintergrundliteratur
- Blendi Fevziu: Enver Hoxha. The Iron Fist of Albania, (Biografische Notizen, S. 265), 2016, ISBN 978-0-85772-703-9